# Deutsche Bahn Stiftung
Die Deutsche Bahn Stiftung gGmbH wurde 2013 von der Deutschen Bahn AG gegründet. Erklärtes Ziel ist es, die Zukunft zu gestalten und Perspektiven zu bilden, unter anderem für Leute, die auf Hilfe und Unterstützung angewiesen sind.
Die Stiftung fördert gemeinnützige Projekte, beispielsweise im Bereich Integration und Fürsorge Persönlichkeitsstärkung von Kindern; im Bereich Kultur und Bildung Lese- und Sprachförderung sowie den Übergang von Schule in den Beruf. Im Bereich Klima und Naturschutz wird zum Beispiel die Umweltbildung gefördert. Im Bereich Humanitäre Hilfe werden Aktionen zur Katastrophenhilfe unterstützt.
Zudem betreibt die Stiftung das DB Museum in Nürnberg.